# 북보르네오 특허 회사

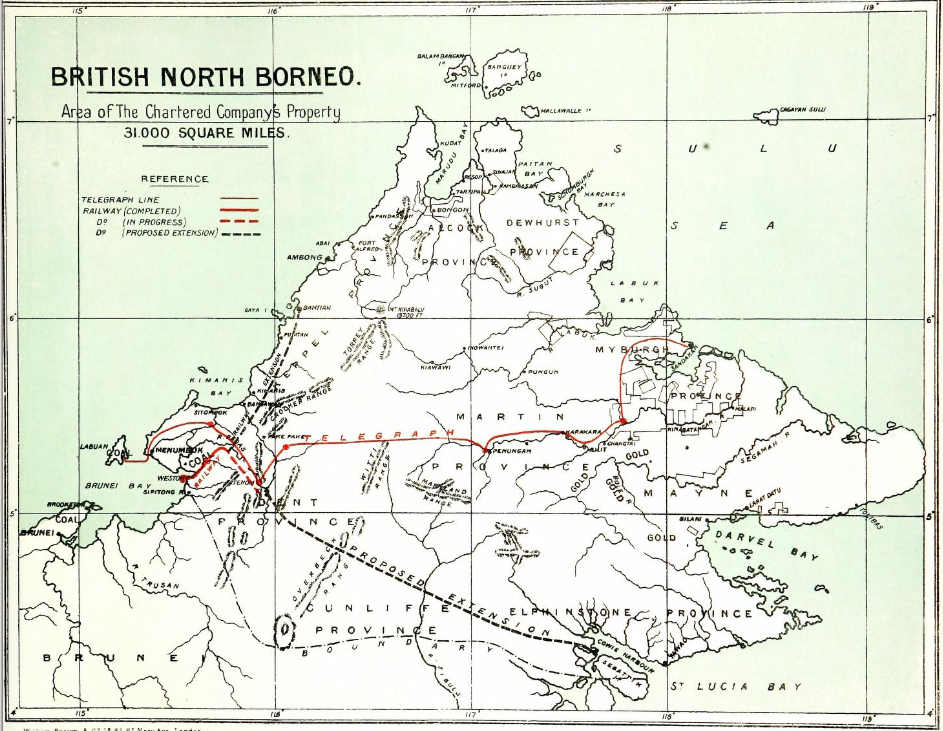
특허회사의 영역

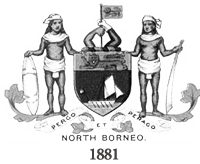
NBCC/BNBC 로고

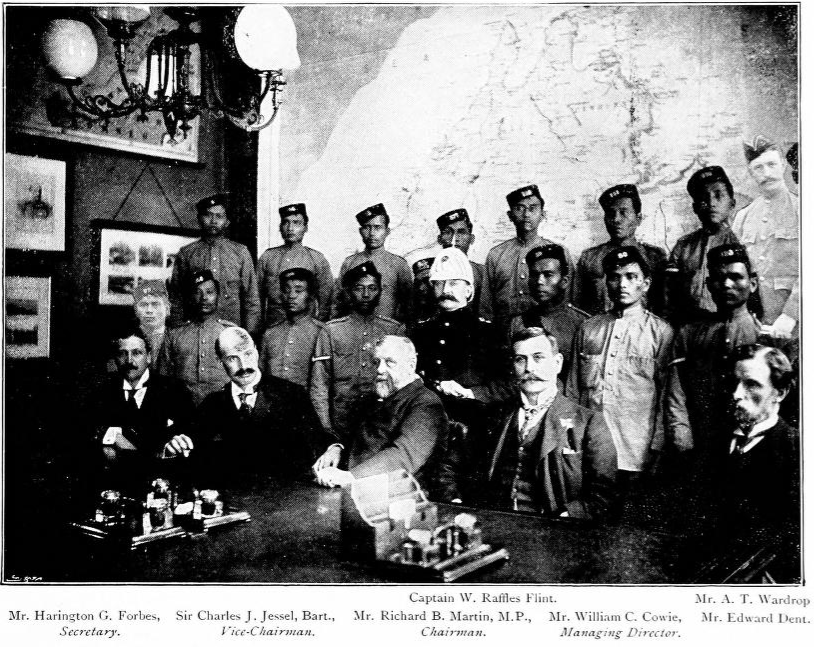
회사 임원들

북보르네오 특허 회사(North Borneo Chartered Company) 또는 영국 북보르네오 회사(British North Borneo Company)는 북보르네오(현재의 사바 주)를 통치하기 위해, 1881년 8월에 설립된 영국 특허 기업이다. 1890년에 해협식민지의 일부가 되기 전까지 일시적으로 라부안 섬을 통치하기도 했다.

## 개요
1881년 8월 북보르네오 회사를 설립했다. 설립 초기에는 북부 인도의 시크교도를 경찰로 데려왔고, 법률을 제정했다. 그리고 무역을 활발히 하고 정치 제도나 법이나 벌칙을 시행하는 법원을 도입하고 제셀튼(현재 코타키나발루)에서 테놈(Tenom)까지 철도를 깔아 농산물의 물물교환 무역을 장려하고, 농장을 조성했다. 1882년 북보르네오 회사는 가야도(Pulau Gaya)의 거주지에 설립된 지 1년 후 본국으로부터 사바 통치 위임을 받았다. 1888년 북보르네오가 대영제국의 보호령이 되었다. 그러나 1897년에 현지의 부족에 의해 가야 섬 거주지가 습격을 받아 불탄 이후 재건되지 못했다. 1946년까지 국내 문제는 북보르네오 회사에 의해 통치를 받았다.